# Дечно Село
Дечно Село (словен. Dečno selo) — поселення в общині Брежиці, Споднєпосавський регіон, Словенія. Висота над рівнем моря: 173,1 м.